# Коамо (Пуерто-Рико)
Коамо (ісп. Coamo, МФА: [koˈamo]) — муніципалітет Пуерто-Рико, острівної території у складі США. Заснований 1579 року.

## Географія
Коамо розташований у південній частині острову Пуерто-Рико.
Площа суходолу муніципалітету складає 202 км² (4-е місце за цим показником серед 78 муніципалітетів Пуерто-Рико).

## Демографія
Станом на 2010 рік на території муніципалітету мешкало 40 512 ос.
Динаміка чисельності населення:

## Населені пункти
Найбільші населені пункти муніципалітету Коамо:
| Населений пункт | Статус | Населення :   | Населення :   | Населення :   |
| Населений пункт | Статус | на 01.04.1990 | на 01.04.2000 | на 01.04.2010 |
| --------------- | ------ | ------------- | ------------- | ------------- |
| Коамо           | Місто  | 13 266        | 12 356        | 11 522        |
| Лос-Льянос      | Селище | 2 216         | 2 301         | 2 118         |
| Маріяно-Колон   | Селище | 1 543         | 2 387         | 2 240         |
| Пальмарехо      | Селище | 1 088         | 1 087         | 1 090         |